# Judge Hardy and Son
Judge Hardy and Son is een film uit 1939 onder regie van George B. Seitz. Het is het achtste deel uit de Andy Hardy-reeks, een filmreeks die uit 16 films bestond. Hoewel alle films zeer populair werden, werden ze met een relatief klein budget opgenomen. Studiobaas Louis B. Mayer, die dol was op familiefilms en de meerdere delen van Andy Hardy mogelijk maakte, was erg betrokken bij het maken van dit deel.

## Verhaal
Rechter Hardy neemt de zaak van de Volduzzi's op zich, een bejaard echtpaar dat dreigt uit huis gezet te worden. Hij schakelt de hulp van zijn zoon Andy in, om hun kleindochter op te sporen. Zij zou in staat zijn om de financiële kosten te betalen. Omdat hij geld nodig heeft om met zijn vriendin Polly naar een feest te gaan, besluit Andy voor zijn vader te werken.
Zijn zoektocht brengt Andy naar Elvie, een scholier die druk bezig is met het schrijven van een essay voor een wedstrijd. Als hij ontdekt dat de winnaar vijftig dollar zal krijgen, besluit hij zelf ook mee te doen aan de wedstrijd. Hij geeft het geld al uit voordat de winnaar wordt bekendgemaakt. Hij ontdekt dat enkel meiden mogen meedoen aan de wedstrijd. Hij vraagt scholier Euphrasia Clark om zijn essay onder haar naam in te leveren. Dit plan zorgt echter voor problemen als Euphrasia een oogje op hem blijkt te hebben. Ze chanteert hem met haar mee uit te nemen. Andy is genoodzaakt met haar te picknicken, omdat ze anders Polly zal zeggen dat hij een affaire met haar heeft.
De familie Hardy krijgt een klap te verwerken, wanneer moeder Emily plotseling een ernstige longontsteking oploopt. Terwijl zij geopereerd wordt, krijgt de familie Hardy een hechtere band. Nadat Emily genezen wordt verklaard, brengt Andy Elvie een bezoek. Zij geeft toe dat niet goed overweg kan met haar familie en de wedstrijd wil winnen om zelfrespect te krijgen. Na een lang gesprek, komt hij erachter dat ze de daadwerkelijk de kleindochter van het oude echtpaar is.
Rechter Hardy zoekt de ouders van Elvie op. Zij geven toe dat ze het echtpaar Volduzzi niet erkennen, omdat het immigranten zijn. Hij zorgt ervoor dat de moeder van Elvie herenigt met haar ouders. Later betaalt hij ook de schulden van Andy af. Elvie is hem dankbaar dat zij nu een hechtere band heeft met haar familie en toont dit door hem haar limousine uit te lenen. Andy neemt hier een verraste Polly mee naar het schoolfeest.

## Rolbezetting
| Acteur              | Personage                       |
| ------------------- | ------------------------------- |
| Mickey Rooney       | Andrew 'Andy' Hardy             |
| Lewis Stone         | Judge James K. 'Jim' Hardy      |
| Fay Holden          | Mrs. Emily Hardy                |
| Cecilia Parker      | Marian Hardy                    |
| Ann Rutherford      | Polly Benedict                  |
| Sara Haden          | Tante Mildred 'Millie' Forrest  |
| June Preisser       | Euphrasia 'Phrasie Daisy' Clark |
| Maria Ouspenskaya   | Mevrouw Judith Volduzzi         |
| Henry Hull          | Dokter Jones                    |
| Martha O'Driscoll   | Leonora V. 'Elvie' Horton       |
| Leona Maricle       | Mevrouw Maria Horton            |
| Margaret Early      | Clarabelle V. Lee               |
| George P. Breakston | 'Beezy' Anderson                |
| Egon Brecher        | Meneer Anton Volduzzi           |
| Edna Holland        | Zuster Trowbridge               |

## Filmreeks
- A Family Affair (1937)
- You're Only Young Once (1937)
- Judge Hardy's Children (1938)
- Love Finds Andy Hardy (1938)
- Out West with the Hardys (1938)
- The Hardys Ride High (1939)
- Andy Hardy Gets Spring Fever (1939)
- Judge Hardy and Son (1939)
- Andy Hardy Meets Debutante (1940)
- Andy Hardy's Private Secretary (1941)
- Life Begins for Andy Hardy (1941)
- The Courtship of Andy Hardy (1942)
- Andy Hardy's Double Life (1942)
- Andy Hardy's Blonde Trouble (1944)
- Love Laughs at Andy Hardy (1946)
- Andy Hardy Comes Home (1958)